# 管理者養成学校
管理者養成学校（かんりしゃようせいがっこう）とは、株式会社社員教育研究所が運営する静岡県富士宮市にある研修施設。「地獄の合宿」を自称する徹底したスパルタ教育の合宿が特色で、卒業生は24万人にのぼる。

## 概要
1967年、セールスマンや管理者向けのテープ教材を製作する株式会社社員教育研究所が設立。同社創立者ひとり財部一朗が、図書館で得た第二次世界大戦中の兵士を育成する「新兵教育」（ブートキャンプ）に影響を受け、ビジネスマンとしての基本教育のあり方を研究した成果として1979年に管理者養成学校が設立された。
当初は代々木の駅前にて夜間に通学、数ヶ月の受講で修了という形式であったが、2ヶ月後には13日間合宿訓練（極限の訓練）が開始。現在行われている「管理者養成基礎コース」の礎となった。
1981年11月、現在の管理者養成学校本校が竣工、1988年にはロサンゼルスに海外進出している。

## 研修
以下の6つの研修コースがある。
1. 管理者養成基礎コース（ 12泊13日・36万5200円）
2. 上級訓練
3. 特設社長コース
4. 指導力開発訓練
5. セールス特訓
6. フレッシュマン颯爽研修

### 「主な研修の内容」
40の質問
自分の考えが相手に正しく伝えるための表現力を強化する。
行動力基本動作
行動力のあるビジネスパーソンに共通する「10カ条」を暗記し、日常の習慣づけにつなげる。
共感論争、行動力論争
職場で起こる小さな出来事について、自分の考えを相手に説得・共感を得るための話し方の訓練。
40キロ夜間行進訓練
夜間に40kmの距離を班単位で行進。班員にはそれぞれ役割が与えられ、班全員でゴールすることが求められている。
管理者の条件訓練
管理者に求められるものについて意見を出し合う。
歌唱訓練
歌詞の意味を捉え、感情を込めて歌う。
素読訓練
与えられた文章の意味を理解しながら繰り返し読み上げる。
道順訓練
普段の通勤や自宅までのルートを簡潔かつ明確に伝えるための訓練。
礼儀訓練
礼儀のあり方について、ディスカッション、解説、班員同士での話し合いを通して学ぶ。
報告書訓練
報告する内容を簡潔・明確な表現で書き上げるための訓練。
私の抱負
研修で学んだ内容、今後の生活についてのスピーチを行う。相手にしっかりと伝えることが条件。

## 歌
研修で歌われる歌は創立者である財部一朗が作詞、「校長」である元橋康男が作曲している。最初に作られた歌「セールスガラス」は合宿研修の初回からコースに取り入れられ、現在でも富士宮の駅前でこの曲を大声で歌う訓練が行われている。これらの歌はホームページ上で聴くことができる。
- 校歌
- セールスガラス
- 旅立ちの時
- ああ夜間行進
- Do your best
- 地獄の友よ
- 桜咲く園
- セールス無情
- 緑のオアシス
- 式典歌

また元橋は管理者養成学校のほか、多くの学校の校歌や応援歌、社歌などを提供している。

## 所在地
管理者養成学校本校
静岡県富士宮市大鹿窪1189-5
青木分校
静岡県富士宮市青木1907
富士自然の村研修センター
静岡県富士宮市西山2608-2